# Mudum
Mudum est un village du Cameroun situé dans le département du Mezam et la Région du Nord-Ouest. Il fait partie de l'arrondissement (commune) de Bali.

## Population
Lors du recensement national de 2005, 261 personnes y ont été dénombrées.
Des projections plus récentes ont abouti à une estimation de 1 926 personnes pour 2011.

## Eau et électricité
Le village de Mudum bénéficie d'une pompe d'eau potable.